# NLRX1
Le NLRX1 (pour « nucleotide-binding oligomerization domain, leucine rich repeat containing X1 » ) est une protéine appartenant à la famille des récepteurs de type NOD. Son gène est le NLRx1 situé sur le chromosome 11 humain.

## Rôles
La protéine est exprimée dans la mitochondrie et est un inhibiteur du MAVS (« Mitochondrial antiviral-signaling protein »), régulant la réaction antivirale par une diminution de la réponse inflammatoire. Elle intervient notamment dans l'inflammasome.
Elle se fixe sur le complexe IKK et inhibe, par ce biais, le NF-κB, impliqué dans la réponse immunitaire.
Elle interagit avec le TUFM, diminuant l'expression de l'interféron de type 1 et accroissant l'autophagie en cas d'attaque virale, ce qui est délétère. 

## En médecine
Son expression est diminuée en cas de bronchopneumopathie chronique obstructive, et, expérimentalement, par la fumée du tabac.